# Élection présidentielle américaine de 2020 en Louisiane
L'élection présidentielle américaine de 2020 en Louisiane a eu lieu le 3 novembre 2020 comme dans les 50 autres États ainsi que le district de Columbia. Les électeurs louisianais choisissent des grands-électeurs pour les représenter dans le collège électoral à travers un vote populaire. L'État de Louisiane possède 8 grands-électeurs. L'État donne tous ses grands électeurs en faveur de Donald Trump.
Le président élu au cours du scrutin dans tout le pays sera Joe Biden de janvier 2021 à au moins janvier 2025.

## Résultats
| Candidats et colistiers  | Candidats et colistiers  | Partis            | Vote populaire | Vote populaire | Grands électeurs |
| Candidats et colistiers  | Candidats et colistiers  | Partis            | Voix           | %              | Voix             |
| ------------------------ | ------------------------ | ----------------- | -------------- | -------------- | ---------------- |
|                          | Donald Trump Mike Pence  | Parti républicain | 1 255 776      | 58,46          | 8                |
|                          | Joe Biden Kamala Harris  | Parti démocrate   | 856 034        | 39,85          | 0                |
|                          | Jo Jorgensen Spike Cohen | Parti libertarien | 21 645         | 1,01           | 0                |
|                          | Autres candidats         | Autres candidats  | 14 607         | 0,68           | 0                |
|                          |                          |                   |                |                |                  |
| Total                    | Total                    | Total             | 2148062        | 100            | 6                |
| Abstention               |                          |                   |                |                |                  |
| Inscrits / participation |                          |                   |                |                |                  |

## Analyse
|                                                   | Comté(s)       | Pourcentage |
| ------------------------------------------------- | -------------- | ----------- |
| Comté le plus démocrate                           | Orleans Parish | 83,1        |
| Comté le moins démocrate                          | Cameron        | 8,0         |
| Comté le plus républicain                         | Cameron        | 90,9        |
| Comté le moins républicain                        | Orleans Parish | 15,0        |
| Comté(s) démocrate en 2016 et républicain en 2020 | /              | /           |
| Comté(s) républicain en 2016 et démocrate en 2020 | /              | /           |